# Vogelen

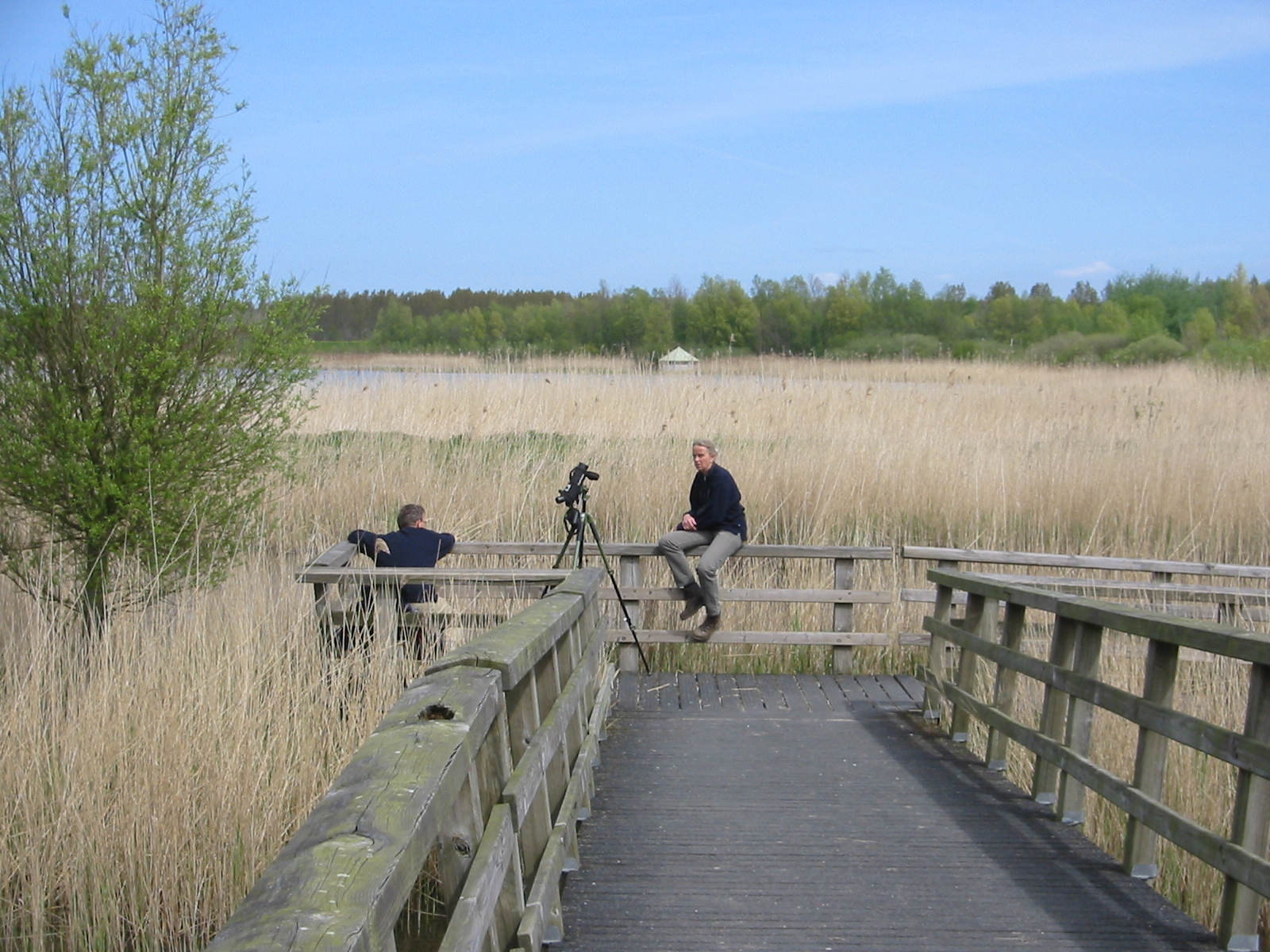
Vogelen

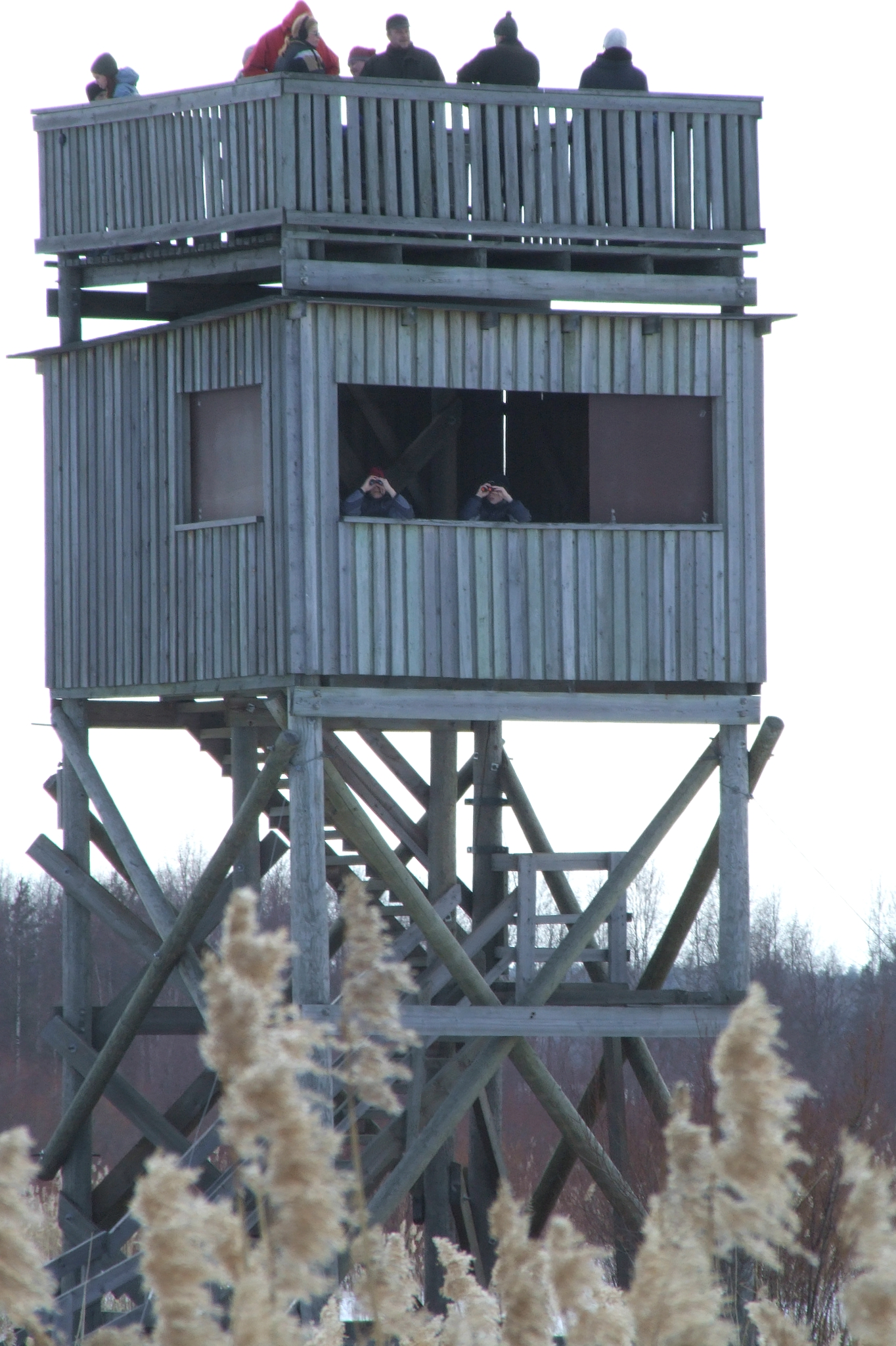
Vogelaars in Finland

Vogelen is het bekijken, op naam brengen, en tellen van vogels, het inventariseren van de vogels in gebieden, en het doen van onderzoek naar bijvoorbeeld gedrag en ecologie. De beoefenaars van deze hobby worden wel vogelaars of amateurornithologen genoemd. Piet Zomerdijk gaf als omschrijving van "vogelaar": iemand die min of meer gestructureerd kijkt naar vogels in het open veld.
Een belangrijk doel van het vogelen is het verwerven en toetsen van kennis van vogels, ook van de algemenere soorten. Voor het vogelen is in eerste instantie weinig anders nodig dan interesse, een goed waarnemingsvermogen, een vogelgids of een vogel-app op de telefoon voor het op naam brengen van soorten, en een verrekijker.

## Geschiedenis
Het kijken naar vogels als hobby heeft een traditie die teruggaat tot zeker het begin van de negentiende eeuw. In de loop van de negentiende eeuw ontstonden er op verschillende plaatsen in de wereld organisaties van vogelkundigen. In Nederland was dit de Nederlandse Ornithologische Vereniging. In de loop van de twintigste eeuw verschenen steeds meer vogelgidsen. Voor de Tweede Wereldoorlog waren er hiervan nog relatief weinig. Bekende gidsen uit die tijd zijn Binsbergen, N. & D. Mooij (1937). Zien is kennen en van Dobben, W.H. (1937). Wat vliegt daar?.
In de jaren vijftig van de 20e eeuw verscheen een veelgebruikte vogelgids die 'de Kist' (naar de bewerker voor het Nederlandse taalgebied), of 'de Peterson' (naar de auteur), wordt genoemd met afbeeldingen van (bijna) alle in Europa voorkomende vogelsoorten. Van de platen was twee derde in kleur. Deze veldgids is voor de geschiedenis van de amateurornithologie in Nederland van eminent belang geweest. In 2013 verscheen de 29e druk. Volgens de flaptekst "al vele jaren (...) de Bijbel onder de vogelgidsen".
In de loop van de twintigste eeuw werden veldkijkers en veldgidsen betaalbaar voor iedereen. Ook werden er steeds meer systematische waarnemingen gedaan, die ook vastgelegd werden. Daarvan was in de begintijd nog weinig sprake. Er waren al wel enkele bekende gelegenheden, waar groepjes vogelaars elkaar regelmatig ontmoetten en informatie uitwisselden. Met het publiceren van ervaringen in (regionale) tijdschriftjes werd omstreeks 1900 een begin gemaakt.
Nog in de jaren 1970 was het aantal waarnemers en het aantal waarnemingen uiterst beperkt. De eerste atlas van de broedvogels van Noord-Holland (1971) kwam tot stand op basis van de waarnemingen van vijfendertig vogelaars.
Aanvankelijk werd er vrijwel alleen naar vogels gekeken door mannen. Het aandeel van vogelende vrouwen is aanzienlijk toegenomen.

## De uitrusting
De uitrusting kan bestaan uit een vogelboek, een vogeldagboekje, een verrekijker en/of telescoop, vogelvoer, een cd- of mp3-speler, een pocket-pc of smartphone, die als kaart, navigatiehulpmiddel, camera, vogelgids, geluidengids, en invoermodule voor waarnemingen gebruikt kan worden.

## Twitchen
Twitchen is een vorm van 'soortenjagen'. Het woord is afkomstig uit het Engels en overgenomen door vogelaars in Nederland en België. Twitchen betekent het gericht opzoeken van een bijzondere vogel, geïnformeerd door anderen. De stichting Dutch Birding Association publiceert een tweemaandelijks tijdschrift, Dutch Birding. Hierin worden waarnemingen van bijzondere vogels vermeld en identificatieartikelen aangeboden over moeilijk te determineren soorten. Ook in andere bladen, zoals regionale en provinciale tijdschriften, worden waarnemingen van de bijzondere soorten gepubliceerd. Twitchers maken vaak speciale afspraken met hun werkgever om in geval van bijzondere waarnemingen direct op pad te kunnen gaan.
Ook het woord (vogel)spotten wordt weleens, vooral door leken, in een enigszins vergelijkbare betekenis gebruikt. Daarbij gaat het om een minder georganiseerde en meer toevallige wijzen van 'soortenjagen', veelal met een nadruk op de zeldzamere soorten. Vogelaars gebruiken het woord spotten enkel om het nachtelijke zoeken naar dieren, met behulp van een spot, aan te duiden.
In België worden waarnemingen van zeldzaamheden verspreid via RBAB (Rare Bird Alert Belgium). Twitchers kunnen zich inschrijven op deze dienst waardoor ze een bericht ontvangen op hun gsm wanneer een zeldzame vogel werd gezien in België. In het driemaandelijks tijdschrift Natuur.oriolus, uitgegeven door Natuurpunt, verschijnen naast artikelen over allerhande vogelonderwerpen ook lijsten met waargenomen zeldzaamheden in België.

## Beschermen
Vogelbeschermers komen op voor het bestaan van vele bedreigde vogelsoorten. Vele verenigingen ondersteunen het beschermingswerk. Weidevogels worden soms ook beschermd door boeren. In de bescherming van vogelsoorten die op de Nederlandse Rode lijst staan, speelt Vogelbescherming Nederland een belangrijke rol.
De beschermingsorganisatie Birdlife International werkt wereldwijd. Veel vrijwilligers zorgen voor het praktische beschermwerk, zoals boeren informeren, natuur aanleggen en bewaken.

## Onderzoek door vrijwilligers
Sovon Vogelonderzoek Nederland is de koepelorganisatie voor honderden vogelaars die onderzoek verrichten op vrijwillige basis. In 1987 publiceerde Sovon de Winter- en trekvogelatlas met per maand kaartinformatie waar zowel broed- als trekvogels zich bevonden. In 2002 verscheen opnieuw een atlas over de broedvogels dankzij medewerking van een groot aantal vrijwilligers waarvan het veldwerk door Sovon werd gecoördineerd. In 2012 startte Sovon opnieuw een atlasproject waarin het voorkomen van zowel broedvogels als overwinterende vogels in kaart wordt gebracht. Het veldwerk, weer door een groot leger vrijwilligers, werd tussen 2012 en 2015 verricht; deze atlas verscheen in 2018. Daaraast is er Nederlandse Ornithologische Unie (NOU) die veel amateurs onder haar leden telt.